# Сулавеска птица носорог
Сулавеска или Целебеска птица носорог, също и Сулавеско калао, (Aceros cassidix) е вид птица от семейство Носорогови птици (Bucerotidae).

## Описание
Оперението на тялото на мъжката птица обикновено е черно, а на главата – жълто-кафяво или оранжево. Гребенът е яркочервен. При женската птица главата също е с черно оперение като тялото, а гребенът е жълт или оранжев. Клюнът обикновено е жълт и при двата пола и в края си има оранжеви или червени ивици, а около очите – сини.

## Ареал
Сулавеската птица носорог е разпространена в дъждовните екваториални гори на остров Сулавеси, Индонезия. Тя е ендемит за този остров, т.е. среща се само тук. Причина за обособяването на този вид на острова е неговата изолация. Сулавеси е отделен от континента през последните 19 милиона години и поради това тук се е развил уникален животински свят, част от който е и сулавеското калао.